# Etoro
Cet article concerne le peuple. Pour l’entreprise, voir eToro.
Le peuple Etoro est une tribu de Papouasie-Nouvelle-Guinée. 

## Territoire
Leur territoire s’étend sur les pentes sud du mont Sisa, sur les flancs sud de l’arête dorsale montagneuse qui forme le centre de la Nouvelle-Guinée, près du Grand Plateau Papou. 

## Fonctionnement sociétal
Les Etoros croient que les jeunes garçons doivent ingérer le sperme de leurs aînés pour mûrir et grandir avec force et acquérir le statut d’adulte mâle. Un comportement homosexuel, particulièrement les pratiques sexuelles orales, est encouragé d’un bout à l’autre de leur jeunesse pour les garçons, avec différents rôles sexuels accomplis par des adolescents de différents âges.
Les femmes sont considérées comme gaspillant la source d’énergie si elles ne sont pas enceintes après un rapport sexuel. Les comportements hétérosexuels sont permis uniquement pour une certaine période de l’année (environ une centaine de jours) et uniquement dans certains espaces (uniquement les bois, à l’exclusion des lieux de sommeil et les champs). 
Une femme qui prend trop de plaisir aux relations sexuelles est considérée comme une sorcière qui essaie de voler les sources d’énergie d’un homme. De la même façon, les garçons qui grandissent trop vite sont supposés miner les sources d’énergie des autres garçons. Perçus comme par trop assoiffés de sexe, ils pourront être vus comme des sorciers et mis à l’écart du groupe.